# Anorthorhinus
Anorthorhinus (лат.) — род мелких жуков-слоников (долгоносиков) из подсемейства Cyclominae (Listroderini). Эндемики Австралии. Длина 2,5—6,0 мм. Рострум среднего размера; опушение состоит из щетинковидных чешуек и щетинок; 3-6 членики жгутик усиков удлиненные; булава усиков веретенообразная; переднеспинка субклиндрическая; надкрылья с выпуклыми промежутками. Anorthorhinus включён в подтрибу Palaechthina из трибы Listroderini и близок к родам Gunodes, Haversiella, Inaccodes, Listronotus, Neopachytychius, Palaechthus, Palaechtodes, Steriphus, Tristanodes.
Ассоциированы с полуводными и болотными растениями. Питаются предположительно листьями (имаго) и корнями растений (личинки).

## Систематика
Род включает около 3 видов.
- Anorthorhinus apicalis  Lea, 1899[3]
- Anorthorhinus brevicornis  Lea, 1899
- Anorthorhinus pictipes Blackburn, 1890[4]